# Lie
Lie – singel wydany w 1994 roku przez zespół Dream Theater.

## Lista utworów
1. Lie (Edit) – 5:00 (Kevin Moore – Dream Theater)
2. Space-Dye Vest – 7:29 (Kevin Moore)
3. To Live Forever – 4:54 (John Petrucci – Dream Theater)
4. Another Day (Live) – 4:43 (John Petrucci – Dream Theater)